# Rahim Ademi

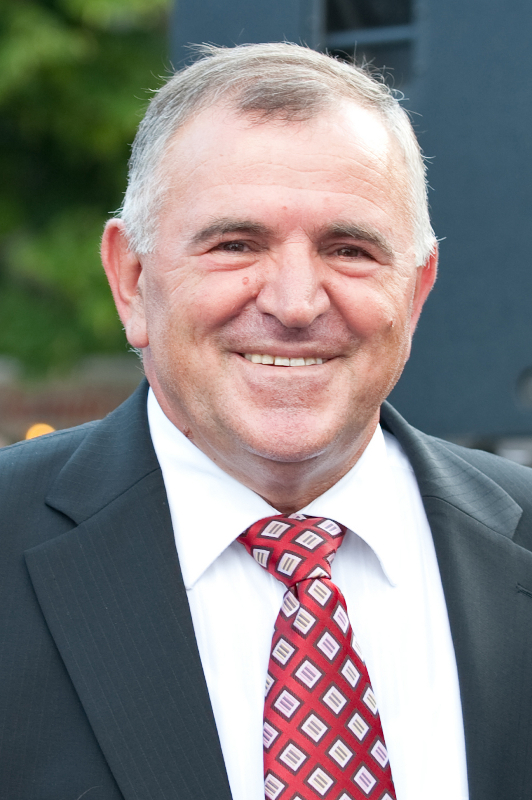
Rahim Ademi (2011)

Rahim Ademi (* 30. Januar 1954 in Karač, Jugoslawien) ist ein kroatischer Generalmajor a. D.

## Leben
Ademi wurde in Karač nahe Vučitrn geboren worden und wuchs dort auf. Er beendete 1976 die Militärschule Jugoslawiens in Belgrad. Danach arbeitete er in einem Militärstützpunkt in der Nähe von Rogoznica nahe Šibenik. Mit seiner Frau hat er zwei Kinder.
1986 wurde Ademi beschuldigt, an „Revolutionären Plänen“ beteiligt gewesen zu sein, und inhaftiert. Nach eineinhalb Jahren kam er aus dem Gefängnis frei. Er arbeitete als Offizier in Sinj bis 1990, als der Kroatien-Krieg sich anbahnte. Er half nach Ausbruch des Krieges in dieser Region bei der Gründung kroatischer Militärtruppen.
Er wurde 1990 Mitarbeiter des kroatischen Innenministeriums und trat später der kroatischen Armee bei. 1993 wurde Ademi Leiter des Militärdistriktes Gospić. Nach der Operation Medak wurde er jedoch vom Dienst entlassen.
Ademi wurde später Stellvertretender Befehlshaber des Militärdistriktes Split und wurde für seine Dienste in der Militäroperation Oluja zum Brigadegeneral befördert. Dort blieb er, bis er als Assistent-Berater der kroatischen Truppen in Zagreb eine Stelle bekam.
Er war bei verschiedenen Operationen (Oluja, Ljeto ’95., Maestral und Južni potez) Vertreter des Befehlshabers. Rahim Ademi war außerdem ein Generalmajor (general bojnik).
2001 klagte das ICTY Ademi wegen Kriegsverbrechen (ethnische Säuberungen) an, welche er in der Militäroperation Medak begangen haben soll. Im November 2005 wurde der Fall Ademi an ein kroatisches Gericht abgegeben.
Ademi behauptete zu seiner Verteidigung, die kroatische Regierung habe ihn 1993, auf Druck durch das ICTY, als Sündenbock benutzen wollen und ihn entlassen, um die führenden Offiziere Janko Bobetko, Mirko Norac und Mladen Markač nicht in Verdacht zu bringen.
Am 30. Mai 2008 wurde Ademi in allen Anklagepunkten freigesprochen.

## Werke
- Samo istina : ratni dnevnik generala Hrvatske vojske [Nur die Wahrheit : Kriegstagebuch eines Generals der kroatischen Armee]. 2021.